# Heroísmo em O Senhor dos Anéis
A apresentação de heroísmo em O Senhor dos Anéis por J. R. R. Tolkien é baseada na tradição medieval, mas com modificações, pois não há um único herói, mas uma combinação de heróis com atributos contrastantes. Aragorn é o homem destinado a ser herói, descendente de uma linhagem de reis; ele surge das terras selvagens e é consistentemente ousado e contido. Frodo é um Hobbit comum, amante do lar, que tem o heroísmo imposto a ele ao descobrir que o anel herdado de seu primo Bilbo é o Um Anel que permitiria ao Senhor do Escuro Sauron dominar toda a Terra Média. Seu servo Sam parte para cuidar de seu amado mestre e, através das privações da jornada para destruir o Anel, eleva-se ao status de herói.
Estudiosos enxergam a jornada dos heróis distintos, Aragorn e Frodo, como uma jornada psicológica de individuação e, do ponto de vista mitológico, como a marca do fim do antigo — na jornada de Frodo com seu final amargo — e o início do novo, na de Aragorn.
Os aspectos heroicos de O Senhor dos Anéis derivam de fontes como Beowulf e a cultura anglo-saxônica, vistas especialmente na sociedade dos Cavaleiros de Rohan [en] e seus líderes Théoden, Éomer e Éowyn; e da mitologia germânica, especialmente nórdica, observada, por exemplo, na cultura dos Anães.

## Origens

### A cultura heroica deBeowulf
Tolkien era um filólogo e especialista na cultura e literatura heroica anglo-saxônica, especialmente Beowulf. Ele derivou muitos aspectos de O Senhor dos Anéis do poema, incluindo a cultura heroica dos Cavaleiros de Rohan, que lembram os anglo-saxões em tudo, incluindo sua língua Inglês antigo, exceto pelo uso generalizado de cavalos em Rohan. O salão de Théoden, Meduseld (a palavra significa "salão de hidromel" em Beowulf), é modelado no Heorot [en] de Beowulf, assim como a forma como é guardado, com visitantes sendo repetidamente, mas cortêsmente, desafiados. As trompas de guerra dos Cavaleiros de Rohan exemplificam, na visão de Shippey, o "mundo heroico do Norte", como no que ele chama de momento mais próximo de Beowulf a uma eucatástrofe de Tolkien, quando os Gautas de Ongentheow [en], presos durante toda a noite, ouvem as trompas dos homens de Hygelac [en] vindo resgatá-los; os Cavaleiros tocam suas trompas selvagemente ao finalmente chegarem, mudando o curso da Batalha dos Campos de Pelennor em um momento culminante de O Senhor dos Anéis.

### Cultura heroica nórdica

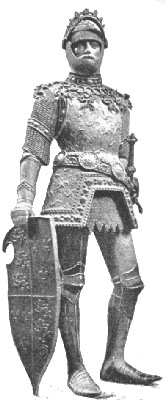
Os heróis de O Senhor dos Anéis, Frodo e Aragorn, possuem espadas mágicas, como Rei Artur (estátua do século XVI ilustrada).

Tolkien adotou o conceito de coragem nórdica da Mitologia nórdica, onde até os deuses sabem que estão condenados e tudo termina. A estudiosa de Tolkien Marjorie Burns [en] escreve que o tema da ação corajosa diante da perda inevitável em O Senhor dos Anéis é emprestado da visão de mundo nórdica, que enfatiza a "destruição iminente ou ameaçadora". Na mitologia nórdica, isso começou durante a criação: no reino do fogo, Muspell, o jötunn Surt já aguardava o fim do mundo. Burns comenta que "Aqui está uma mitologia onde até os deuses podem morrer".

### Recebendo a espada mágica
A estudiosa de Tolkien Verlyn Flieger [en] escreve que heróis como Sigurd na Saga dos Volsungos possuem espadas mágicas nomeadas, e que adquirir tal arma é um momento chave para se tornar um herói. Frodo recebe sua espada de seu "tio", Bilbo — Flieger comenta que a relação tio-sobrinho também é tradicional para pares de heróis, como Cuchulainn e Conchobar, Tristão e Marcos, Rolando e Carlos Magno, Gawain e Artur, e Beowulf e Hygelac.
Flieger observa, no entanto, que, enquanto a espada de Sigmund foi quebrada e forjada novamente para Sigurd, Frodo já tinha uma espada: ela foi quebrada pelo Senhor dos Nazgûl, e ele nunca mais a carrega. Na Volsungasaga, o deus Odin crava a espada em uma árvore; Sigmund a adquire ao puxá-la. Similarmente, Artur retira sua espada de uma bigorna de ferro; Galahad, em outra lenda arturiana, retira sua espada de uma pedra que flutua magicamente em um lago. Flieger escreve que Tolkien inverte a ordem dos eventos: a espada de Frodo já foi quebrada, então Bilbo pega sua própria espada pequena, Ferrão, de suas aventuras passadas, narradas em O Hobbit, crava-a casualmente em uma viga de madeira em seu quarto em Valfenda, e sugere que Frodo pode querer usá-la. Frodo a retira sem alarde, um herói não heroico, mas "a tocha foi passada" e Frodo está "alinhado com seus antepassados épicos".
Aragorn também tem uma espada que foi quebrada: a antiga e mágica espada Narsil, de seu distante ancestral Elendil, cujo filho Isildur a usou para derrotar o Senhor do Escuro Sauron ao cortar o Anel de sua mão. Como Frodo, Aragorn chega a Valfenda, e lá também recebe uma arma mágica: sua espada é forjada novamente, como Andúril, "Chama do Oeste". Diferentemente da aquisição de Ferrão por Frodo, a transformação de Narsil em Andúril é diretamente heroica; mas ambas as armas, como as espadas mágicas da lenda medieval, brilham com sua própria luz na presença de inimigos.

### Conto de fadas
O ensaio de Tolkien Sobre Contos de Fadas [en] foi apresentado como uma palestra de Andrew Lang [en] em 1939 e publicado em diferentes coleções de seus ensaios a partir de 1947. Nele, Tolkien deixa claro que considera os contos de fadas um importante gênero literário, que ele explica e defende; a essência de um conto de fadas é a jornada universal do herói, o viajante pela vida, enfrentando perigos, buscando seus desejos, incluindo a "Fuga da Morte", e emergindo vitorioso.

## Análise

Diagrama da visão junguiana de Patrick Grant sobre O Senhor dos Anéis com herói, anima e outros arquétipos; o herói é composto tanto pelo nobre Aragorn quanto pelo pequeno e caseiro Frodo.

### Arquétipos junguianos
Patrick Grant, um estudioso da literatura renascentista, interpretou as interações dos personagens como correspondendo às oposições e outras relações pareadas dos arquétipos junguianos, símbolos psicológicos recorrentes propostos por Carl Jung. Ele afirmou que o arquétipo do Herói aparece em O Senhor dos Anéis tanto na forma nobre e poderosa como Aragorn, quanto na forma infantil como Frodo, cuja jornada pode ser interpretada como uma jornada pessoal de individuação. Eles são opostos pelos Espectros do Anel. A anima de Frodo é a rainha élfica Galadriel; o Herói é auxiliado pelo arquétipo do Velho Sábio na forma do mago Gandalf. A Sombra de Frodo é o monstruoso Gollum, apropriadamente, na visão de Grant, também um hobbit masculino como Frodo. Todos esses, junto com outros personagens do livro, criam uma imagem do eu.

### Heróis contrastados
Verlyn Flieger [en] contrasta o herói guerreiro Aragorn com o herói sofredor Frodo. Aragorn é, como Beowulf, um herói épico/romântico, um líder audacioso e um rei curador. Frodo é "o pequeno homem do conto de fadas", o irmão menor que inesperadamente se revela corajoso. Mas o final feliz [en] do conto de fadas vem para Aragorn, que casa com a bela princesa (Arwen) e conquista o reino (Gondor e Arnor); enquanto Frodo, que retorna para casa infeliz, sem o Anel nem a apreciação dos habitantes do Condado, enfrenta "derrota e desilusão — o final austero e amargo típico da Ilíada, Beowulf, Le Morte d'Arthur". Em outras palavras, os dois tipos de herói não são apenas contrastados, mas combinados, com metades de suas lendas trocadas. Flieger comenta que os dois juntos marcam o fim do antigo, com o final amargo de Frodo e o desaparecimento do Anel, dos Elfos e de muito do que era belo; e o início do novo, com a ascensão de Aragorn ao trono de Gondor e Arnor, e um mundo de Homens.
| Beowulf                 | Herói de conto de fadas                          | Aragorn                                                   | Frodo |
| ----------------------- | ------------------------------------------------ | --------------------------------------------------------- | --- |
| Herói ousado, vitorioso | —                                                | Batalha do Abismo de Helm, Batalha dos Campos de Pelennor | — |
| —                       | Inícios modestos: Homem pequeno parte em jornada | —                                                         | Hobbit (homem pequeno) sente-se não heroico, aceita a jornada relutantemente; parte sem saber para onde vai |
| Final amargo            | —                                                | —                                                         | Derrota e desilusão após a jornada                                                                          |
| —                       | Final feliz: Retorna rico, casa com princesa     | Rei de Gondor e Arnor Casa com a princesa élfica Arwen    | — |

Os estudiosos de Tolkien Thomas Honegger [en] e John D. Rateliff escrevem que esse argumento "importante" de Flieger foi tão convincente que permaneceu incontestado até que, em 2000, George Clark apontou Sam como o "verdadeiro herói".

### Herói não heroico
Uma terceira figura assume o manto de herói na história, Samwise "Sam" Gamgee, o jardineiro de Frodo. Ele inicia a jornada de forma completamente não heroica, como Frodo, um Hobbit, mas ainda menos significativo, sendo seu jardineiro. Ele começa a jornada como servo, mas, através do serviço, torna-se uma figura genuinamente heroica, com sua coragem simples e devoção sustentando a jornada. Tolkien escreveu em uma carta particular: "Meu Sam Gamgee é de fato um reflexo do soldado inglês, dos soldados rasos e ajudantes que conheci na guerra de 1914, e reconheci como muito superiores a mim mesmo." e em outro lugar: "Sam era confiante, e no fundo um pouco convencido; mas seu orgulho foi transformado por sua devoção a Frodo. Ele não se considerava heroico ou mesmo corajoso, ou de qualquer forma admirável — exceto em seu serviço e lealdade ao seu mestre." Ele termina como prefeito do Condado por sete mandatos de sete anos. Tolkien admirava o heroísmo nascido da lealdade e do amor, mas desprezava a arrogância, o orgulho e a obstinação, observa a estudiosa Elizabeth Solopova [en]. A coragem e a lealdade que Sam demonstrou em sua jornada com Frodo, ela acrescenta, são o tipo de coragem nórdica que Tolkien elogiou em seus ensaios sobre o poema em inglês antigo "A Batalha de Maldon [en]".

### Heróis não cavalheirescos

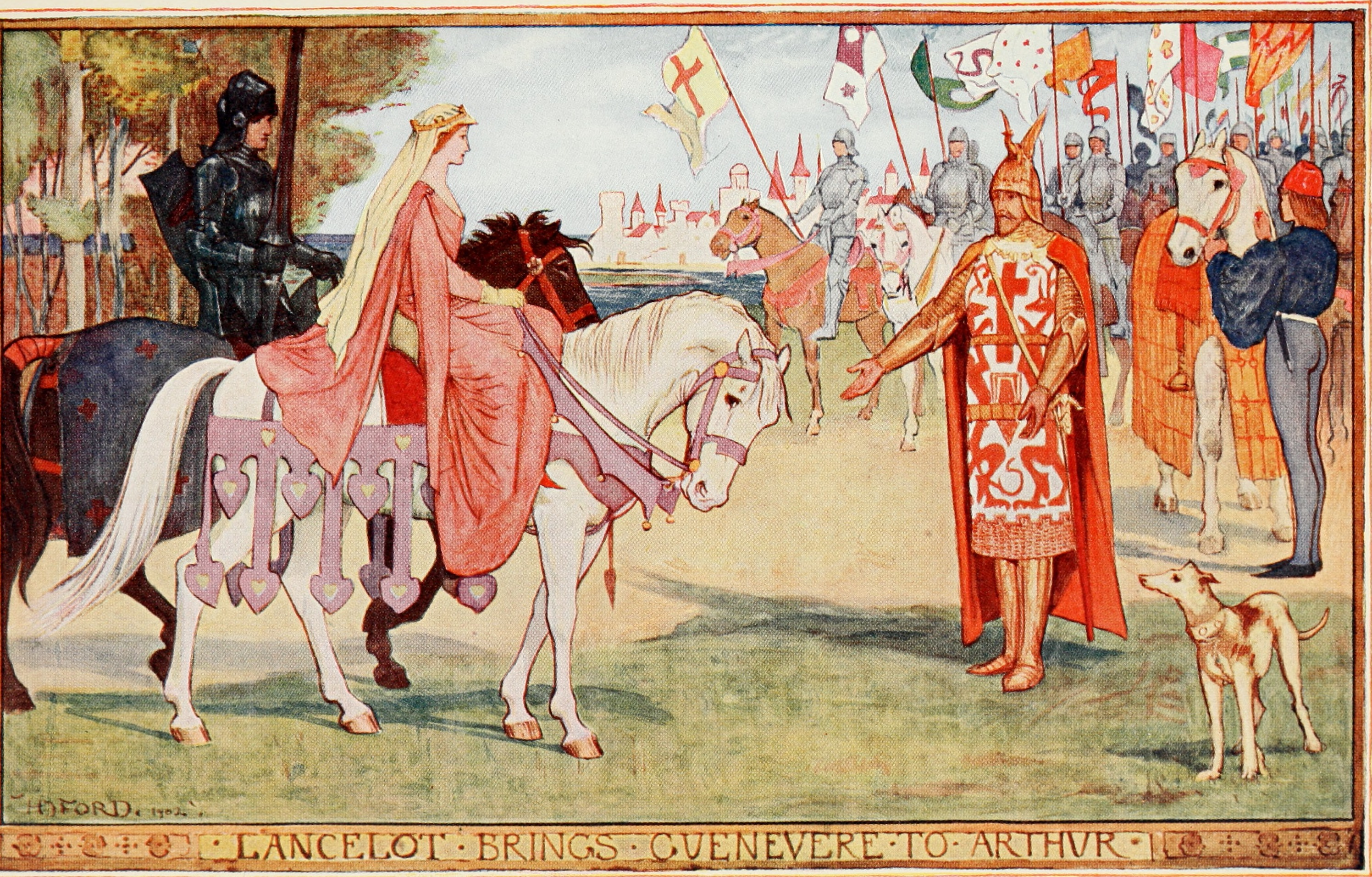
Tolkien rejeitou a nobreza armada e o amor cortês do cavaleiro cavalheiresco (ilustrado) em favor de pequenos e humildes hobbits e rangers meio selvagens e desconfiados como seus heróis.

Ben Reinhard escreve em Mythlore [en] que Aragorn e Frodo carecem de um componente tradicional do heroísmo, na verdade do romance heroico que Tolkien estava popularizando: a cavalaria. Ele observa que Tolkien usa a palavra "cavaleiro", mas a associa a um conceito pré-cavalheiresco de cavalaria, o dos heróis do inglês antigo como Beowulf, em vez de heróis cavalheirescos arturianos como Lancelote e Galahad. Além disso, embora haja personagens heroicos secundários — Reinhard menciona Bard, Beorn, Gandalf e Thorin —, nenhum deles é cavalheiresco.  Cavaleiros a cavalo em armaduras brilhantes existem: os homens de Dol Amroth chegam a Minas Tirith como "cavaleiros em armaduras completas", e seu príncipe, Imrahil, usa "braçales polidos e brilhantes". Mesmo assim, escreve Reinhard, os cavaleiros são certamente minimizados na narrativa. Ele observa que isso pode parecer surpreendente e discute por que Tolkien optou por um heroísmo sem cavalaria. Tolkien não gostava da conexão do romance cavalheiresco com a cultura francesa: ele expressava desgosto tanto por sua comida quanto por sua língua. Além disso, ele lamentava que quase toda a mitologia pré-cristã da Inglaterra tivesse sido perdida; ele se propôs a criar  uma mitologia para a Inglaterra. Isso significava que Tolkien dificilmente poderia introduzir cavaleiros cavalheirescos ao estilo francês, então ele precisava de "um novo tipo de herói — ou, melhor ainda, dois tipos de herói: o meio-homem e o ranger. Em vez do poderoso e nobre cavaleiro errante, temos (por um lado) os modernos, burgueses e, acima de tudo, pequenos hobbits ou (por outro) os rangers meio selvagens e desconfiados." Reinhard observa que isso permite ao católico Tolkien expressar a visão cristã descrita no Magnificat de "derrubar os poderosos de seus tronos e exaltar os humildes e mansos".
| Tipo de herói           | Exemplo        | Características                                                                                       |
| ----------------------- | -------------- | --- |
| Cavaleiro cavalheiresco | Lancelote      | Nobre, ao estilo francês; poderoso, armado, a cavalo; amor cortês; sucesso garantido                  |
| Hobbit                  | Frodo Bolseiro | "moderno, burguês, ... pequeno"; humilde; sucesso longe de ser garantido                              |
| Patrulheiro             | Aragorn        | "meio selvagem, desconfiado"; "severo na batalha, gentil no salão"; ascese; universalmente desprezado |

### J. R. R. Tolkien
1. ↑  (Tolkien 1955, livro 5, cap. 4, "O Cerco de Gondor")
2. ↑  (Tolkien 1964, "Sobre Contos de Fadas", pp. 11–70)
3. ↑  (Carpenter 1977, p. 89)
4. ↑  (Carpenter 2023, carta 246 para Eileen Elgar, setembro de 1963)
5. ↑  (Tolkien 1955), Apêndice B, "O Conto dos Anos", "Eventos Posteriores Concernentes aos Membros da Sociedade do Anel"
6. ↑  (Tolkien 1955, livro 5, cap. 1, "Minas Tirith")
7. ↑  (Tolkien 1955, livro 5, cap. 6, "A Batalha dos Campos de Pelennor")

- Carpenter, Humphrey (2023). The Letters of J. R. R. Tolkien: Revised and Expanded Edition [As Cartas de J. R. R. Tolkien: Edição Revisada e Ampliada]. Nova Iorque: Harper Collins. ISBN 978-0-35-865298-4
- Tolkien, J. R. R. (1955). The Lord of the Rings: The Return of the King [O Senhor dos Anéis: O Retorno do Rei]. Boston: Houghton Mifflin. OCLC 519647821
- Tolkien, J. R. R. (1964). Tree and Leaf [Árvore e Folha]. [S.l.]: George Allen & Unwin. ISBN 978-0-00-710504-5